# Kasteel Erenstein
Kasteel Erenstein (deutsch Schloss Erenstein) ist eine Burg aus dem 13. Jahrhundert in Kerkrade im Südosten der niederländischen Provinz Limburg. Kasteel Erenstein liegt im so genannten Anstelvallei (Amsteltal) unmittelbar am Anstelerbeek (Amstelbach).

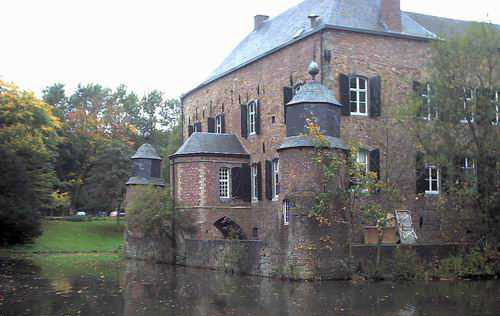
Kasteel Erenstein

## Name
Der Name Erenstein geht zurück auf den Familiennamen des rheinischen Rittergeschlechtes van Ederen, welches aus dem Ort Ederen (heute zu Linnich gehörend) im damaligen Herzogtum Jülich stammte. Erster urkundlich belegter Besitzer war „Adam van Eyderensteyne“. Aus Ederenstein wurde bald Erenstein, wobei der Wortteil -stein als Hinweis auf ein steinernes Gebäude, in der Regel eine Burg oder zumindest ein verstärktes steinernes Haus oder Gehöft zu deuten ist. Lokal wird der Name Erenstein hin und wieder unkorrekt Ehrenstein geschrieben, wie es sich auch im Namen des Oud Ehrensteinerweg belegen lässt, an dessen Ende die Burg gelegen ist. Auch in der Literatur findet sich gelegentlich die unkorrekte Schreibweise, wobei dies keineswegs auf deutschsprachige Schriften beschränkt ist. Zwischen 1900 und 1975 wurde Erenstein in der Regel als Schloss Alt-Erenstein (Oud-Erenstein) bezeichnet, um zwischen dem Schloss und dem Gehöft Neu-Erenstein (Nieuw Erenstein) zu unterscheiden.

## Gebäude

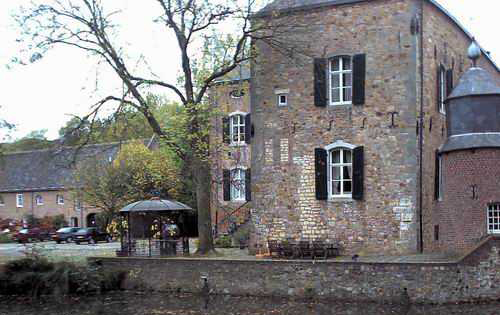
Heute wird Schloss Erenstein u. a. als Restaurant genutzt.

Die Burg, die von einem durch den Amstelbach gespeisten Burggraben umgeben ist, besteht aus zwei Flügeln (Ost- und Südflügel), die an einer Ecke des Komplexes aneinanderstoßen. Ursprünglich besaß das Gebäude einen dritten Flügel, so dass sich eine U-Form ergab, die nach Norden offen war. Im 19. Jahrhundert wurde der westliche Flügel infolge eines Brandes abgerissen. Auf dem Südflügel befinden sich vor der eigentlichen Fassade drei niedrige Türme, zwei rund, einer rechteckig, die im 18. Jahrhundert angebaut wurden. Ein weiterer Gebäudeflügel wurde, wohl anstelle älterer Wirtschaftsgebäude entstanden, wurde im 19. Jahrhundert erbaut und diente lange Zeit als Kloster. Daher stammt für diesen die Bezeichnung Kloostervleugel. Im Herrenhaus befinden sich unter anderem eine kunstvolle Treppe, prächtige Kronleuchter und eine sehenswerte Schornsteinummantelung aus dem 18. Jahrhundert. Die Architektur wurde sichtlich vom Aachener Barock-Baumeister Johann Joseph Couven beeinflusst. Nach Norden wird der Burghof durch die Vorburg begrenzt, die im 17. Jahrhundert erbaut wurde.
Der Komplex ist als Baudenkmal geschützt. Es besitzt den Status als Rijksmonument der Niederlande (Nr. 23573) sowie als Provinziaal monument der Provinz Limburg.

## Geschichte
Zunächst wurde die Burg um 1340 als Wachburg am damals sehr bedeutenden Handelsweg zwischen Köln und den flandrischen Städten wie Gent und Brügge. In der Folge war es eines von vier Hauptlehen der Herrschaft Herzogenrath, die auch als Land van 's-Hertogenrode (oder einfach nur Land van Rode) bezeichnet wurde. Die ersten Burgherren auf Erenstein waren die Herren von Ederen. Allerdings verschuldeten sie sich und die Burg wechselte erstmals ihren Besitzer.
Auf die Adelsfamilie von Ederen folgte 1450 das Rittergeschlecht van Gronsveld. An dieses verpfändete Adolf II. von Ederen Erenstein, als er sich dort eine erhebliche Geldsumme leihen musste. Als Adolf II. von Ederenstein seine Schulden nicht begleichen konnte, wechselte das Anwesen in der zweiten Hälfte des 15. Jahrhunderts in den Besitz Heinrichs von Gronsveld, der seinerzeit auch Herr zu Rimburg war. Durch Heirat der Johanna von Gronsveld, Enkelin des Heinrich von Gronsveld, mit Johann Huyn van Amstenrade wurde etwa 1485 das Adelsgeschlecht derer von Amstenrade Eigentümer über Schloss und Ländereien. 1562 wechselte das Schloss, wiederum durch Heirat, in das Eigentum des Daniel Spies von Büllesheim. Als dessen Nachfahren Ende des 17. Jahrhunderts in finanzielle Not gerieten, wechselte das Anwesen erneut den Besitzer. Allerdings sind die neuen Besitzer namentlich nicht bekannt.
Erst der nächste Burgherr, Hendrik Poyck, Schultheiß von Merkstein und Gerichtsschreiber der Staaten Rode, ist wieder namentlich in Urkunden erwähnt. Er erwarb Schloss und Ländereien im Jahr 1707. Nach einem verheerenden Brand am 11. Mai 1708 wurden nur noch Süd- und Ostflügel wiederhergestellt, der Westflügel fehlt seither. Erst 1722 war der Wiederaufbau beendet. Bis 1802 blieb Erenstein im Besitz der Familie Poyck.
1802 erwarb die Maastrichter Bürgerfamilie Colen das Anwesen, nutzte es zunächst als Sommersitz und ab 1840 als Familiensitz. Bereits um 1858 wechselte es nach dem Tode der Maria Colen durch Heirat der Erbin an die Eupener Adelsfamilie de Grand Ry. Diese schenkte Erenstein 1903 einer Gruppe von Franziskanern aus Frankreich. Diese französischen Franziskaner gründeten dort ein Seminar und erweiterten das Gebäude um einen modernen Trakt (Klosstervleugel), welcher in den 1960er Jahren während der Renovierung abgerissen wurde.
Während der deutschen Besetzung der Niederlande kaufte die Gemeinde Kerkrade das Anwesen. Später wurde es unter erheblichem Kostenaufwand (mehr als eine Million Gulden) renoviert. Seither ist dort ein Restaurant und im benachbarten, aus dem 18. Jahrhundert stammenden Brughof ein Vier-Sterne-Hotel untergebracht. Umgeben von einer Parklandschaft bildet das Ensemble nun den südlichen Teil der so genannten grünen Lunge (nl: Groene Long) Kerkrades.